# Eficàcia d'un vaccí
L'eficàcia d'un vaccí és el percentatge de reducció de la malaltia en un grup vaccinat de persones en comparació amb un grup no vaccinat, utilitzant les condicions més favorables. Greenwood i Yule van dissenyar i calcular l'eficàcia dels vaccins el 1915 per als vaccins contra el còlera i el tifus. Es mesura millor mitjançant assaigs clínics aleatoritzats de doble cec, de manera que s'estudiï sota els “millors escenaris de casos”. L'efectivitat del vaccí es diferencia de l'eficàcia, perquè l'efectivitat en mostra el funcionament quan sempre es fa servir en una població més gran (sovint més diversa i en condicions "normals" de vacunació de la població), mentre que l'eficàcia en mostra el funcionament en certes condicions, sovint controlades. Els estudis d'eficàcia dels vaccins es fan servir per a mesurar diversos possibles resultats, com ara taxes d'atac de malalties, hospitalitzacions, visites mèdiques i costs.